# 三型滑走機
三型滑走機（さんがたかっそうき）は、大日本帝国陸軍が開発した地上滑走専用の練習機。関連する一型滑走機および二型滑走機についても本記事で記載する。

## 経緯
1919年（大正8年）1月に来日したフランス航空教育団の教育において、飛行不可能な滑走練習機としてニューポール IVの改造機とモラン・ソルニエ MS12Rが用いられた。同時に、MS12Rを元にエンジンの国産ロ式八〇馬力発動機への変更、各部の改良を行った一型滑走機が少数国産化された。
この際の指導を受けた陸軍は1919年、操舵や整備の訓練や速度感の体得を目的として、初心者の操縦訓練において滑走練習機を用いることとし、陸軍航空本部補給部所沢支部でニューポール 81E2（当時国産化されていた）を原型としたニ式滑走機（後に二型滑走機に改名）を開発。1920年（大正9年）にはそれに続く完全独自設計の三型滑走機を開発した。二型滑走機は所沢支部のほか中島飛行機でも製造され、1921年（大正10年）までに合計15機が完成しているが、三型滑走機は所沢支部のみが製造を行い、1921年から1923年（大正12年）の間に30機が完成している。
1925年（大正14年）を過ぎて安定性に優れた己式一型練習機（アンリオ HD.14のライセンス生産機）の大量配備が始まると、地上滑走機による教習課程は廃止され、二型および三型滑走機は不用と判断されて民間に払い下げられた。民間で使用された三型滑走機の中には、回転腕木からワイヤーで吊るされてサーカスのテント内で見世物とされたものもあったが、テント内に排気ガスが充満し、観客は咳と涙が止まらなかったという。

## 機体
三型滑走機は小型軽量・肩翼式の単座単葉機で、機体は木製骨組みに合板および羽布張り。降着装置は固定脚で、試作機はブレリオ単葉機のものを流用していたが生産型では簡素なV字型の新規設計品が用いられた。また、前期型は主脚の前部に転覆防止用の橇を有していた。飛行ができないようにするため翼幅はきわめて短かった。二型滑走機はニューポール 81を単座化し、主翼を翼幅の短い単葉に変更した機体で、エンジンは換装によってパワーダウンさせられていた。飛行はできないが各翼および三舵の機能は完備されていた。
なお、機体価格は三型滑走機が1機4,000 - 4,213円、二型滑走機は3,720円（所沢支部製造機）だった。

## 諸元
出典：『日本陸軍試作機大鑑』 32・33頁、『日本航空機総集 立川・陸軍航空工廠・満飛・日国篇』 129・130頁。
三型滑走機
- エンジン：アンザニ 三〇馬力 空冷星型3気筒（公称30 hp） × 1
- 実用上昇限度：0 m
- 乗員：1名

二型滑走機
- 主翼面積：12.5 m2
- 自重：388 kg
- 全備重量：502 kg
- エンジン：ノーム 五〇馬力 空冷回転星型7気筒（公称50 hp） × 1
- 実用上昇限度：0 m
- 乗員：1名